# هیستوریک کور (لس آنجلس)
هیستوریک کور (به انگلیسی: Historic Core) یک منطقهٔ مسکونی در ایالات متحده آمریکا است که در لس آنجلس واقع شده‌است. این منطقه در مرکز شهر لس‌آنجلس شامل بزرگ‌ترین مرکز کاخ‌های فیلم، فروشگاه‌های بزرگ سابق و برج‌های اداری است که همگی عمدتاً بین سال‌های ۱۹۰۷ و ۱۹۳۱ ساخته شده‌اند. در داخل آن منطقه تئاتر برادوی و منطقه مالی تاریخی اسپرینگ استریت قرار دارد. در غرب با منطقه جواهرات و در شرق با اسکید رو همپوشانی دارد.